# 王濂 (浙江按察司僉事)
王濂（1314年—1370年），字習古，安徽定遠人，明朝初期政治人物。
其為李善長的內兄，其善於學問、侍奉親人甚孝。早年跟從地方流寇，后朱元璋攻陷集慶，於是渡江跟隨。李善長引薦，后得召見，并授除執法官，其訴訟公允。后升任中書省員外郎，出任浙江按察僉事，治理有方。洪武三年去世。朱元璋曾對李善長說：“王濂有輔王之才，現在死了，我失去了一個臂膀了。”此後李善長因胡惟庸案連坐，朱元璋歎道：“如果王濂在的話，事情肯定不會走到這個地步。”